# Cromwell (Indiana)
Cromwell es un pueblo ubicado en el condado de Noble en el estado estadounidense de Indiana. En el Censo de 2010 tenía una población de 512 habitantes y una densidad poblacional de 665,6 personas por km².

## Geografía
Cromwell se encuentra ubicado en las coordenadas 41°24′12″N 85°36′51″O / 41.40333, -85.61417. Según la Oficina del Censo de los Estados Unidos, Cromwell tiene una superficie total de 0.77 km², de la cual 0.77 km² corresponden a tierra firme y (0%) 0 km² es agua.

## Demografía
Según el censo de 2010, había 512 personas residiendo en Cromwell. La densidad de población era de 665,6 hab./km². De los 512 habitantes, Cromwell estaba compuesto por el 92.58% blancos, el 0% eran afroamericanos, el 0.2% eran amerindios, el 0% eran asiáticos, el 0% eran isleños del Pacífico, el 6.05% eran de otras razas y el 1.17% pertenecían a dos o más razas. Del total de la población el 12.89% eran hispanos o latinos de cualquier raza.